# 17 Pułk Artylerii Przeciwlotniczej

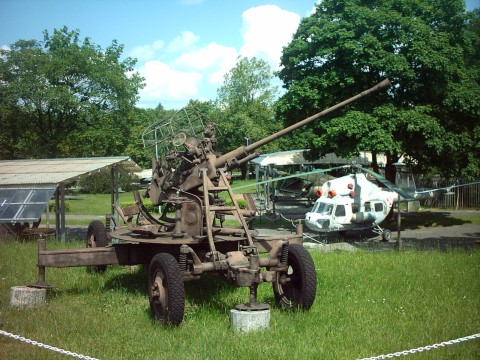
37 mm armata przeciwlotnicza wz. 1939

17 Pułk Artylerii Przeciwlotniczej – oddział artylerii przeciwlotniczej ludowego Wojska Polskiego.

## Formowanie i zmiany organizacyjne
Sformowany we wsi Zamoście (okolice Sum) na podstawie rozkazu dowódcy 1 Armii Polskiej w ZSRR nr 05 z 7 maja 1944 jako pułk przeciwlotniczy małego kalibru.
Przysięgę żołnierze pułku złożyli 8 października 1944 w Radości pod Warszawą.
We wrześniu 1945 1 Dywizja Artylerii Przeciwlotniczej została przeformowana w 84 pułk artylerii przeciwlotniczej. Na podstawie rozkazu 0236/org ND WP z 8 września 1945 17 pułk artylerii przeciwlotniczej rozformowano. W 1967 stacjonujący w garnizonie Wrocław 98 pułk artylerii Obrony Przeciwlotniczej przemianowany został na 17 samodzielny pułk artylerii OPK.

## Dowódcy pułku
- mjr Hieronim Jagielski

## Skład etatowy
dowództwo i sztab
- 4 x bateria artylerii przeciwlotniczej
- kompania wielkokalibrowych karabinów maszynowych
- pluton sztabowy
- pluton amunicyjny
- kwatermistrzostwo

Razem w pułku:
żołnierzy – 520
sprzęt:
- 37 mm armaty przeciwlotnicze – 24
- 12,7 mm przeciwlotnicze karabiny maszynowe – 16
- samochody – 69

## Marsze i działania bojowe
Pułk wchodził w skład 1 Dywizja Artylerii Przeciwlotniczej z 1 Armii WP.
Na przełomie lipca i sierpnia 1944 osłaniał przeprawy wojsk nad Wisłą pod Wielkolasem, Holendrami, Skurczą, Kępą Skaryszewską.
Na Wale Pomorskim uczestniczył w walkach przy oczyszczaniu Złocieńca, a w operacji berlińskiej zabezpieczał przeprawy na Odrze i Starej Odrze.
Szlak bojowy zakończył pod Rhinow 7 maja 1945.
|  |  |  |